# Berufsförderungswerk Berlin-Brandenburg

Das Berufsförderungswerk Berlin-Brandenburg ist eine berufliche Fördereinrichtung, mit der weiteren Zielrichtung von sozialer und gesundheitlicher Kompetenzentwicklung zur passgenauen Integration in den 1. Arbeitsmarkt. Berufliche Rehaeinrichtungen bilden die Grundlage der Umsetzung des gesetzlichen Anspruchs auf Teilhabe (Behinderte Menschen) am Arbeitsleben nach dem SGB IX. Diesen gesetzlichen Auftrag setzt das Berufsförderungswerk Berlin-Brandenburg e. V. mit Standorten in Berlin und Mühlenbeck (Landkreis Oberhavel) sowie dem Beruflichen Trainingszentrum (BTZ) für psychisch behinderte Erwachsene in Berlin (Prenzlauer Berg) um. Erwachsene, die aus gesundheitlichen Gründen ihren erlernten Beruf bzw. ihre bisherige Tätigkeit nicht mehr ausüben können, werden Chancen und Perspektiven für einen neuen Start in das Berufsleben durch anerkannte Ausbildung, Qualifizierung und Unterstützung bei der Vermittlung auf den Arbeitsmarkt gegeben. Hierbei werden Leistungen für behinderte oder von Behinderung bedrohte Menschen nach SGB II, III und IX erbracht.

## Gründung
1965 wurde unter Federführung der Landesversicherungsanstalt Berlin der Verein Berufsförderungswerk Berlin e. V. gegründet. Weitere Gründungsmitglieder waren die Bau-Berufsgenossenschaft, die Berufsgenossenschaft der chemischen Industrie, die Großhandels- und Lagerei-Berufsgenossenschaft, die Berufsgenossenschaft Nahrungsmittel und Gaststätten, die Nordwestliche Eisen- und Stahl-Berufsgenossenschaft und die Tiefbau-Berufsgenossenschaft.

## Satzung
Satzungsziele waren die Errichtung und der Betrieb von Berufsförderungswerken mit den dazu erforderlichen Einrichtungen. Berufsförderungswerke führen im Auftrag unterschiedlicher Reha-Träger berufsfördernde Maßnahmen der Rehabilitation durch, insbesondere der beruflichen Ausbildung, Fortbildung und Umschulung von behinderten Erwachsenen zur Erhaltung, Besserung oder Wiederherstellung der Erwerbsfähigkeit. Im Februar 1970 nahm das in Berlin-Charlottenburg errichtete Berufsförderungswerk Berlin seine Tätigkeit auf. Inzwischen waren 16 Institutionen Mitglieder im Verein. Bis 1989 traten dann noch acht weitere hinzu.

## Netzplan
Nach 1990 wurde der Netzplan der Berufsförderungswerke in der Bundesrepublik Deutschland auch auf die neuen Bundesländer erweitert und für das Land Brandenburg ein eigenes BFW vorgesehen. Nach Beauftragung durch die gesetzlichen Träger der beruflichen Rehabilitation unter Federführung des Bundesministeriums für Arbeit und Sozialordnung wurden im Frühjahr 1990 durch den Trägerverein Berufsförderungswerk Berlin e. V. die Planungsarbeiten für ein Berufsförderungswerk in Brandenburg begonnen. In Mühlenbeck wurde im Sommer 1990 ein geeignetes Grundstück gefunden. Am 5. Februar 1991 bestätigten die Träger der beruflichen Rehabilitation sowie das Bundesministerium für Arbeit und Sozialordnung, das Bundesministerium für Finanzen und das Land Brandenburg den Standort. Der Erwerb des 20 ha großen Grundstücks vom damaligen Eigentümer, dem Land Berlin, wurde eingeleitet, die weiteren Planungen inklusive Architektenwettbewerb intensiv fortgesetzt.
Eigentümer des Berufsförderungswerkes Berlin-Brandenburg e. V. sind auch heute noch zu 100 % die Deutsche Rentenversicherung und weitere Berufsgenossenschaften Deutschlands.

## Teilhabe am Arbeitsleben
Das Berufsförderungswerk Berlin-Brandenburg e. V. ist eine soziale Einrichtung für die berufliche Rehabilitation, die ihre Grundlage im SGB IX, speziell in den §§ 51 ff. SGB IX hat. Ziel ist die dauerhafte Teilhabe am Arbeitsleben. Erreicht wird die Teilhabe am Arbeitsleben durch Qualifizierungsangebote und begleitende Leistungen, individuelle Begleitung durch Reha- und Integrationsmanager, teilnehmerzentriertes Training, Besondere Hilfen der Berufsförderungswerke, Verwirklichung eines ganzheitlichen Ansatzes, um Eigenverantwortung und Selbstbestimmung der Rehabilitanden auf der Basis des SGB IX zu fördern und zu fordern, Zusammenarbeit mit Reha-Trägern wie Deutscher Rentenversicherung und Berufsgenossenschaften sowie Kooperation mit sozialen Dienstleistungsunternehmen.